# Jam (radio belge)
Pour les articles homonymes, voir Jam.
Jam est une station radio de service public de la Radio-télévision belge de la Communauté française. Jam diffuse des artistes émergents et des titres méconnus d'artistes reconnus. Sa programmation se compose de genres musicaux divers : Hip Hop, Rock Indé, Electronica, New Jazz, Urbain, Soundtracks, Folk Acoustique, Nu Soul et World Music.

## Histoire
Jam est créé le 27 septembre 2019, jour de la fête de la Communauté française de Belgique. Jam est lancée en même temps qu'une autre radio de la RTBF : Viva+. Ce lancement coïncide avec le début officiel du DAB+ en Belgique.

## Diffusion
Jam est diffusée en DAB+ et sur Internet.